# Xã Knob, Quận Clay, Arkansas
Xã Knob (tiếng Anh: Knob Township) là một xã thuộc quận Clay, tiểu bang Arkansas, Hoa Kỳ. Năm 2010, dân số của xã này là 243 người.